# Criolite
La criolite è il nome di un minerale di alluminio costituito dal sale di sodio dell'anione complesso esafluoroalluminato [AlF6]3−, avente formula minima Na3AlF6.
A temperatura ambiente si presenta come un solido incolore o bianco, inodore, che ricorda il ghiaccio, da cui il nome. È un composto tossico, pericoloso per l'ambiente.
È utilizzata come flussante per ossidi metallici, segnatamente per l'allumina e per la bauxite, principale minerale per la produzione industriale dell'alluminio.
Si può preparare facendo reagire l'alluminato di sodio e soda caustica con l'acido fluoridrico:
NaAl(OH)4  +  2 NaOH +  6 HF   →   Na3AlF6  +  6 H2O
Venne utilizzata in gran quantità dalla metà dell'Ottocento fino al 1900 circa, e in particolare da Julius Thomsen, chimico danese, per la sintesi della soda caustica.
Viene anche abbreviata con la sigla Crl.